# Falscher Freund

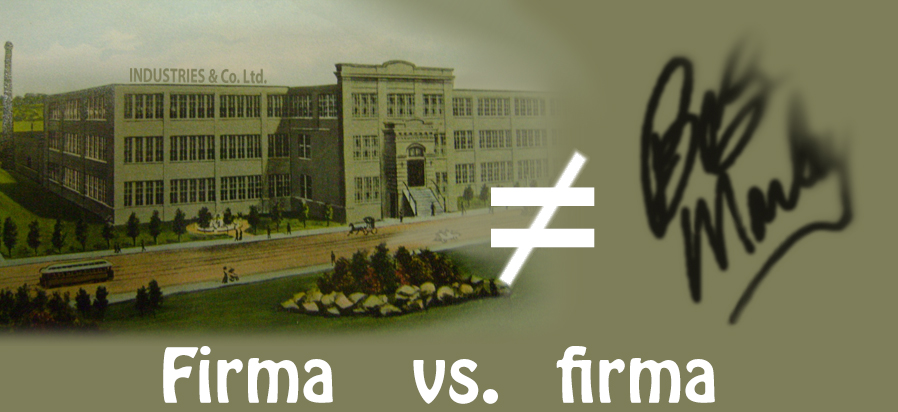
Das italienische und spanische Wort firma und das deutsche Wort Firma sind typische „falsche Freunde“: sie werden gleich geschrieben, bedeuten aber etwas anderes. Hier ist der Hintergrund die gemeinsame Herkunft mit der Grundbedeutung „Befestigung, Bekräftigung“ (von – unterschreiben i. S v. festschreiben, bekräftigen), die sich in der italienischen Handelssprache zum Begriff für eine Handelsfirma entwickelte und als Fremdwort mit dieser Bedeutung ins Deutsche gelangte, während das Wort im Italienischen und Spanischen die Hauptbedeutung „Unterschrift“ erhalten hat.

Falscher Freund (oder Fauxami, französisch faux ami) ist ein Begriff aus der Interlinguistik und bezeichnet Wortpaare aus verschiedenen Sprachen, die sich äußerlich stark ähneln, aber in ihren jeweiligen Sprachen eine unterschiedliche Bedeutung haben. Beispiel: englisch warehouse klingt wie Warenhaus, bedeutet aber „Lager(halle), Großmarkt“.
Häufig haben beide Benennungen einen gemeinsamen etymologischen oder begrifflichen Ursprung. Falsche Freunde gehören zu den Übersetzungsschwierigkeiten und Interferenzfehlern und können zu einer falschen Übersetzung verleiten. In der linguistischen Fachliteratur werden solche Ausdrücke auch als Tautonyme bezeichnet.

## Geschichte
Der Begriff wurde ursprünglich 1928 als faux amis du traducteur von den französischen Sprachwissenschaftlern Maxime Koessler und Jule Derocquiny eingeführt und seitdem als übersetzte Version dieses Ausdrucks in zahlreiche andere Sprachen übernommen, z. B. als false friend ins Englische.

## Definitionsversuche und lexikografische Auswahlkriterien
Trotz umfangreicher linguistischer und lexikografischer Forschungsarbeiten zu falschen Freunden in den letzten Jahrzehnten existiert aufgrund unterschiedlicher theoretischer Ansätze weder eine einheitliche fachwissenschaftliche Definition noch eine grundlegende lexikografische Theorie oder Konzeption für wörterbuchkritische Arbeiten.
Zurückgegriffen wird häufig in zum Teil abgewandelter Form auf die Definition von K. H. Gottlieb, die vor allem aus Sicht der Sprachpraxis als hilfreich erscheint:
Falsche Freunde sind demnach „Wörter und Wortverbindungen, zweier oder mehrerer Sprachen, die wegen der Analogie ihres Laut- und/oder Morphembestandes falsche Assoziationen hervorrufen und zu irreführender Aufnahme der fremdsprachlichen Information oder bei der Übersetzung zu mehr oder weniger bedeutenden Entstellung des Inhalts, Ungenauigkeiten in der Wiedergabe der stilistischen Färbung, falschen Wortverbindungen sowie Fehlern im Wortgebrauch führen.“
Für die Auswahl der Lemmata für Sammlungen oder Wörterbücher der falschen Freunde werden in der Regel lexikografische Quellen wie repräsentative einsprachige Wörterbücher beider Sprachen sowie zweisprachige Übersetzungswörterbücher zugrunde gelegt. Teilweise werden jedoch auch sprachdidaktische Kriterien mit einbezogen, um die Schwierigkeiten oder Irrtümer der Lernenden angemessen zu berücksichtigen. Dabei werden Interferenzfehler aus dem Fremdsprachenunterricht gesammelt, die beim Textverstehen, beim freien Sprechen, bei Übersetzungen oder bei Textproduktionen entweder bei Anfängern oder aber bei Fortgeschrittenen auftreten. Die auf dieser Grundlage zusammengestellten Korpora unterscheiden sich dementsprechend aufgrund der unterschiedlichen Basistypologien, wobei zudem entweder von einer eher weiten oder eher engen Auffassung des Terminus des falschen Freundes ausgegangen wird.
So werden nach der weiten Auffassung nicht nur phonetisch oder grafisch gleiche Wortpaare zu den falschen Freunden gezählt, sondern alle Fälle, die potentielle Interferenzfehler hervorrufen können, beispielsweise auch Wörter mit gleicher Wortbildungsstruktur, aber verschiedener phonologisch-grafischer Gestalt und Bedeutung, oder Scheinentlehnungen, d. h. Wörter die mit entlehntem Sprachmaterial gebildet werden, in der Ausgangssprache aber nicht existieren, beispielsweise dt. Showmaster, das aus zwei entlehnten Lexemen gebildet ist, im Englischen in dieser Bedeutung jedoch nicht benutzt wird. Neben lexikalischen falschen Freunden werden in den weiter gefassten Typologien auch Phraseologismen mit ähnlicher Struktur, aber unterschiedlicher Bedeutung zu den falschen Freunden gezählt. Gleichermaßen werden Einschränkungen in der Kombinierbarkeit von Lexemen in der Ausgangs- und Zielsprache von Linguisten wie Hausmann oder John McHardy Sinclair als Kriterien für die Auswahl von falschen Freunden herangezogen, so etwa dt. „einen Nagel in die Wand schlagen“ und engl. „hammer oder drive a nail into the wall“, nicht jedoch „beat a nail into the wall“. Eine sehr weitgehende Definition birgt jedoch die Gefahr in sich, dass bereits bei relativ beliebigen, geringfügigen Unterschieden als hinreichender Bedingung eine übergroße Anzahl von Wortpaaren als falsche Freunde einzustufen sind.
Demgegenüber werden in der engen Fassung nur solche Wörter aus zwei oder mehreren Sprachen als falsche Freunde betrachtet, die sich bei gleicher oder zumindest sehr ähnlicher grafischer und/oder phonemischer Form in ihrem semantischen Gehalt unterscheiden. Allerdings wird durch den Einbezug nicht nur semantischer, sondern auch morphologischer oder prosodischer Merkmale bei gleicher oder ähnlicher Form der Begriff des falschen Freundes in der jüngeren Fachdiskussion tendenziell wieder erweitert.
In der Fachliteratur wird des Weiteren zwischen absoluten (totalen, eigentlichen) und partiellen falschen Freunden unterschieden: Bei den absoluten falschen Freunden gibt es keinerlei gemeinsame Bedeutungsmerkmale und keine Kongruenz der Bedeutungen der beiden Lexeme, d. h. dem ausgangssprachlichen Lexem ist mit einem gänzlich anderen zielsprachlichen Lexem wiederzugeben.
Bislang besteht in der Linguistik oder Sprachwissenschaft auf diesem Hintergrund kein Konsens über die Bedingungen der formalen Ähnlichkeit; ebenso wenig sind bisher eindeutige und unstrittige operationale Kriterien für die Zuordnung zu den faux amis entwickelt worden. Die Verfasser der bestehenden Wörterbücher oder Sammlungen falscher Freunde folgen vor allem ihrer Intuition bei der Lemmaauswahl und stützen sich je nach ihrer Lehr- und Spracherfahrungen auf unterschiedliche sprachliche Korpora, vom fachsprachlichen, literarischen, allgemeinsprachlichen bis hin zum umgangssprachlichen oder populärwissenschaftlichen Gebrauch. Auch Kriterien wie Aktualität, Häufigkeit des Gebrauchs oder mutmaßliche Wahrscheinlichkeit des Auftretens von Interferenzfehlern bei Fremdsprachenlernern mit durchaus abweichenden Kenntnisständen werden mit erkennbarer Subjektivität in unterschiedlicher Form angewendet.
Dementsprechend sind erhebliche Unterschiede in dem Umfang der verschiedenen Wörterbücher der falschen Freunde festzustellen; so reicht die Anzahl der Wortpaare in den gängigen Wörterbüchern für die deutsch-englischen false friends je nach Adressatengruppe und zugrunde liegenden Auswahlkriterien von ca. 200 bis ca 4000.

## Arten falscher Freunde
Normalerweise handelt es sich um interlinguale falsche Freunde. Das sind Paare von Wörtern oder Ausdrücken aus zwei Sprachen, die orthografisch oder phonetisch ähnlich sind, jedoch unterschiedliche Bedeutungen haben.
Daneben existieren noch innerhalb einer Sprache die intralingualen falschen Freunde oder Paronyme, zum Beispiel antiseptisch – aseptisch. Auch Scheinentsprechungen zwischen zwei Dialekten derselben Sprache bzw. zwischen einem Dialekt und der Standardsprache sowie Lexeme mit einer diachronischen Bedeutungsveränderung gelten für diverse Linguisten als falsche Freunde.
Manchmal werden auch Wörter als „falsche Freunde“ bezeichnet, die wie gewöhnliche Fremd- oder Lehnwörter anmuten, aber in der vermeintlichen Herkunftssprache keine oder eine ganz andere Bedeutung haben. Ein bekanntes Beispiel ist die deutsche Bezeichnung „Handy“ für ein Mobiltelefon. Im Englischen bedeutet das Wort handy nicht „Mobiltelefon“, sondern „handlich, geschickt, gewandt“. Solche Wörter werden auch als Pseudoentlehnung bezeichnet (oder Scheinanglizismus, Scheingallizismus und so weiter).
In der bisherigen fachwissenschaftlichen Diskussion sind zahlreiche Klassifizierungs- oder Typisierungsversuche für die Unterscheidung der verschiedenen Arten von falschen Freunden unternommen worden.
So differenziert der auch international anerkannte polnische Sprachwissenschaftler Ryszard Lipczuk faux amis (FF) nach einer engen und weiten Auffassung. Zu den ersteren rechnet er ausschließlich Wörter zweier oder mehrerer Sprachen, die sich bei gleicher oder ähnlicher (graphischer und/oder phonetischer) Form in ihrem semantischen Gehalt unterscheiden. Solche Lexeme bezeichnet er als Tautonyme.
Nach der weiten Auffassung schlagen Lipczuk sowie auch Wotjak und Herrmann unter anderem eine Differenzierung zwischen folgende Arten von faux amis vor:
- Wörter mit gleicher Bedeutung, aber unterschiedlicher Schreibweise (orthographische FF);

- Wörter mit bestimmten Unterschieden in der Aussprache (phonetische FF), wie z. B. dt. Realismus und span. realismo;

- Wörter mit bestimmten grammatischen Unterschieden, z. B. Genus bei Substantiven: z. B. span. el minuto – dt. die Minute;

- Wörter mit bestimmten Unterschieden in der Wortbildungsstruktur oder Angehörigkeit zu verschiedenen Wortarten (morphologische FF), z. B. dt. der Atheist (Substantiv) – span. ateo (Adjektiv);

- Wörter mit formal unterschiedlicher Form, die zwar global als semantische Entsprechungen gelten, was jedoch nicht in allen Fällen oder Kollokationen zutrifft, z. B. dt. groß – pol. duży (im Deutschen starke Bewölkung und im Polnischen große Bewölkung);

- Wörter mit gleicher Wortbildungsstruktur, aber unterschiedlicher phonologisch-graphischer Gestalt und unterschiedlicher Bedeutung, z. B. dt. überhören (etwas hören, aber darauf nicht reagieren) – eng. to overhear (etwas zufälligerweise hören oder mitbekommen);

- Phraseologismen mit ähnlicher Struktur, aber unterschiedlichen Bedeutungen, z. B. dt. den Kopf verlieren [verwirrt sein] (nur in der Bedeutung 1) – pol. tracić głowę [1. verwirrt sein; 2. dem Charme einer Person erliegen];

- Wörter einer Sprache, die in einer früheren Zeit eine andere Bedeutung hatten als in der Gegenwartssprache (diachronische FF), z. B. dt. List (früher: Wissen, Fähigkeit, heute: Schlauheit);

- bestimmte Äußerungen mit gleicher (ähnlicher) Form, aber verschiedenen kommunikativen Funktionen (pragmatische FF), z. B. dt. Tschüs! (verwendbar beim Abschied) – pol. Cześć! (verwendbar als Begrüßung und beim Abschied);

- Einzelwörter (keine Wortpaare), die in einer Sprache gebräuchlich sind, in der anderen aber nicht existieren, z. B. norw. sendemann = dt. Botschafter, Gesandter.[10]

Cartagena/Gauger unterscheiden sechs Typen von falschen Freunden.
Annette Kroschewski legte 2000 einen differenzierten Klassifizierungsvorschlag vor:
1. Interlinguale falsche Freunde
  - Orthographische falsche Freunde
  - Phonologische falsche Freunde
  - Morphologische falsche Freunde
  - Semantische falsche Freunde
    - Halbehrliche (partielle) falsche Freunde
    - Unehrliche (absolute) falsche Freunde
    - Falsche Freunde als Pseudo-Anglizismen

  - Syntaktische falsche Freunde
  - Idiomatische falsche Freunde
  - Pragmatische falsche Freunde
  - Textlinguistische falsche Freunde
2. Systematisierung nach Referenzbereichen
3. Intralinguale falsche Freunde
  - Diachronische falsche Freunde
  - Synchronische falsche Freunde
    - Registerbedingte falsche Freunde
    - British English / American English: Anglo-American false friends[13]

## Entstehung und Entwicklung von falschen Freunden
Die beiden Wörter können ursprungsverwandt sein, sich aber verschieden entwickelt haben (etwa durch Pejoration in nur einer der beiden Sprachen), oder eine rein zufällige Ähnlichkeit aufweisen. Bei verwandten Sprachen (z. B. Hochdeutsch und Niederländisch) oder solchen, die seit langem engen Kontakt haben oder hatten (z. B. Deutsch und Französisch), sind falsche Freunde wesentlich häufiger als bei nicht verwandten Sprachen (z. B. Deutsch und Japanisch). Bei letzteren sind gleich oder ähnlich lautende Vokabeln in ihrer Bedeutung oder ihrer Funktion so verschieden, dass das Problem im Allgemeinen gar nicht erst entsteht. Verwechslungsgefahren können sich hier hauptsächlich durch Entlehnungen bei gleichzeitiger Bedeutungsverschiebung ergeben oder dadurch, dass zufällig die Wörter nicht nur ähnlich klingen, sondern auch im Satzzusammenhang dieselbe Funktion erfüllen. Ein Beispiel ist das deutsche Zahlwort „sechs“, das dem türkischen Zahlwort sekiz ähnelt, das aber „acht“ bedeutet. In anderen Fällen sind die Bedeutung oder die grammatische Funktion ähnlich klingender Wörter meist so unterschiedlich, dass eine Verwechslungsgefahr gar nicht erst aufkommt.
Manchmal sind die Bedeutungen nicht eindeutig voneinander abzugrenzen. So bedeutet englisch serious normalerweise nicht „seriös“, sondern „ernst“ oder „erheblich“. Manchmal bedeutet aber auch seriös so viel wie „ernst“. In diesem Überschneidungsbereich entsprechen sich die falschen Freunde tatsächlich. Ein weiteres Beispiel ist englisch tip, das meistens „Spitze“ bedeutet und eine Reihe weiterer Bedeutungen hat, darunter auch „Tipp“. Die Abbildung am Artikelanfang zeigt ebenfalls ein Beispiel dieser Art.
Falsche Freunde können auch zur Bedeutungsverschiebung von Wörtern führen. Bei häufiger und dauerhaft falscher Verwendung kann ein Wort die ihm unterstellte Bedeutung annehmen, und die Falscher-Freund-Übersetzung wird zum Standard. Zum Beispiel hatte realisieren bis vor einiger Zeit nur die Bedeutung „verwirklichen, umsetzen“. Durch den dauerhaften Einfluss des englischen falschen Freundes to realize/realise wird realisieren heute auch im Sinne von „erkennen, bemerken“ verwendet. Diese Bedeutung ist mittlerweile auch von Wörterbüchern anerkannt.

## Beispiele

### Englische falsche Freunde
| Englisches Wort | ähnelt            | bedeutet aber | Übersetzung des ähnlichen deutschen Wortes                                      |
| --------------- | ----------------- | --- | ------------------------------------------------------------------------------- |
| actual          | aktuell           | tatsächlich, eigentlich | current, recent                                                                 |
| art             | Art               | Kunst | kind, form, species, some kind of                                               |
| barracks        | Baracke           | Kaserne | shack, shanty                                                                   |
| become          | bekommen          | unter anderem „werden“ | get, obtain                                                                     |
| billion         | Billion           | Milliarde | trillion                                                                        |
| brave           | brav              | mutig, tapfer, rechtschaffen | good, well-behaved                                                              |
| corn            | Korn              | Mais | grain, cereals                                                                  |
| cream           | Creme             | Sahne | mousse                                                                          |
| edge            | Ecke              | Rand, Kante | corner, angle, quoin                                                            |
| eventually      | eventuell         | dann, zu gegebenem Zeitpunkt, schließlich, letztlich                                                                               | possibly, perhaps                                                               |
| genie           | Genie             | Dschinn, Flaschengeist, daher auch im Englischen das Wortspiel Bezaubernde Jeannie, das in der deutschen Übersetzung verloren ging | genius                                                                          |
| gift            | Gift              | Geschenk, Gabe, Begabung; im Deutschen noch in Mitgift enthalten                                                                   | poison, venom                                                                   |
| guilty          | gültig            | schuldig | valid                                                                           |
| gymnasium       | Gymnasium         | Sporthalle | high school (keine direkte Entsprechung), grammar school (BE), secondary school |
| handy           | Handy             | praktisch | mobile phone, cell phone                                                        |
| kerosene        | Kerosin           | Petroleum | jet fuel                                                                        |
| kitchen         | Kittchen          | Küche | jail, gaol                                                                      |
| lush            | lasch             | üppig, auch im Sinn von 'sinnlich', bei Farben: 'satt'                                                                             | feeble, limp (Händedruck)                                                       |
| must not        | muss nicht        | darf nicht | don’t have to, need not                                                         |
| ordnance        | Ordonnanz         | Artillerie, Versorgung von Truppen                                                                                                 | orderly                                                                         |
| overhear        | überhören         | mitbekommen, zufällig hören | fail to hear, ignore                                                            |
| oversee         | (etwas) übersehen | beaufsichtigen, betreuen, überwachen                                                                                               | overlook                                                                        |
| pathetic        | pathetisch        | erbärmlich, armselig, mitleiderregend                                                                                              | solemn, lofty, elevated                                                         |
| periodical      | periodisch        | (regelmäßig erscheinendes) Magazin, Zeitschrift                                                                                    | periodic                                                                        |
| physician       | Physiker          | Arzt | physicist                                                                       |
| pregnant        | prägnant          | schwanger | concise, succinct, incisive                                                     |
| self-conscious  | selbstbewusst     | gehemmt, verlegen, befangen | self-confident                                                                  |
| sensible        | sensibel          | vernünftig, sinnvoll, spürbar | sensitive                                                                       |
| silicon         | Silikon           | Silizium | silicone                                                                        |
| sin             | Sinn              | Sünde | sense                                                                           |
| slip            | Slip              | Unterkleid, Unterrock; oder auch: Formular, Ausrutscher u.v.m.                                                                     | briefs, panties                                                                 |
| sympathetic     | sympathisch       | mitfühlend, verständnisvoll | likable                                                                         |
| tin roof        | Zinndach          | Blechdach | sheet metal roof                                                                |
| undertaker      | Unternehmer       | Bestatter (beachte aber: undertaking = Unternehmen)                                                                                | entrepreneur                                                                    |
| warehouse       | Warenhaus         | Lager(halle), Großmarkt | department store                                                                |
| website         | Webseite          | Internetauftritt, Webpräsenz, Webauftritt                                                                                          | webpage                                                                         |
| (I) will        | (ich) will        | im heutigen Englisch: (ich) werde (Hilfsverb)                                                                                      | would like (to), want (to)                                                      |

| Englischer Ausdruck        | scheint zu bedeuten                | bedeutet aber                                                        | Erläuterung |
| -------------------------- | ---------------------------------- | -------------------------------------------------------------------- | --- |
| first floor (USA)          | erster Stock (erstes Obergeschoss) | Erdgeschoss                                                          | im britischen Englisch ist first floor der erste Stock, im amerikanischen Englisch ist first floor das Erdgeschoss; im britischen Englisch heißt das Erdgeschoss ground floor. |
| Guinea pig                 | Guinea-Schwein                     | Meerschweinchen, Versuchskaninchen                                   | Das Guinea-Schwein ist eine kleinwüchsige Schweinerasse aus Afrika (= Guinea hog). „Guinea pig“ wird gern in der Bedeutung Versuchskaninchen, Proband genutzt.                 |
| high school                | Hochschule                         | eine weiterführende Schule (Sekundarstufe nach der 6. Klasse)        | Für diese Schulform gibt es keine exakte Entsprechung, daher belässt man es am besten bei der englischen Bezeichnung.                                                          |
| shortly                    | kürzlich                           | in Kürze, demnächst, sehr bald (also zeitlich gesehen das Gegenteil) | recently |
| Sunday baby / Sunday child | Sonntagskind                       | uneheliches Kind                                                     | Das deutsche Wort Sonntagskind bezeichnet eine Person, die als Glückskind zur Welt gekommen ist, und wird korrekt als Sunday’s child übersetzt.                                |

### Niederländische falsche Freunde
Durch die enge Verwandtschaft mit dem Deutschen hat die niederländische Sprache besonders viele und auffallende falsche Freunde.
| Niederländisches Wort | bedeutet auf Deutsch      | Deutsches Wort | heißt auf Niederländisch                                                                     |
| --------------------- | ------------------------- | -------------- | -------------------------------------------------------------------------------------------- |
| aandacht              | Aufmerksamkeit, Beachtung | Andacht        | devotie                                                                                      |
| bekwaam               | fähig, geeignet           | bequem         | gemakzuchtig, gerieflijk                                                                     |
| belangeloos           | uneigennützig             | belanglos      | onbelangrijk                                                                                 |
| beleefd               | höflich                   | belebt         | levendig, druk                                                                               |
| bellen                | klingeln, telefonieren    | bellen         | blaffen                                                                                      |
| bezig                 | beschäftigt               | bissig         | bijterig                                                                                     |
| deftig                | vornehm                   | deftig         | stevig                                                                                       |
| deugniet              | Bengel                    | Taugenichts    | nietsnut, onbenul                                                                            |
| doof                  | taub                      | doof           | dom, stom                                                                                    |
| drogen                | trocknen                  | Drogen         | drugs                                                                                        |
| durven                | wagen                     | dürfen         | mogen                                                                                        |
| eng                   | beängstigend, gruselig    | eng            | nauw                                                                                         |
| herstellen            | wiederherstellen          | herstellen     | vervaardigen                                                                                 |
| huren                 | mieten                    | Huren          | hoeren                                                                                       |
| kachel                | Ofen                      | Kachel         | tegel                                                                                        |
| kleinkind             | Enkelkind                 | Kleinkind      | kleuter                                                                                      |
| klaar                 | fertig, bereit            | klar           | helder                                                                                       |
| klaarkomen            | kommen (sexuell)          | klarkommen     | bolwerken, klaarspelen                                                                       |
| lekker                | lecker, schön             | lecker         | nicht nur bei Geschmack/Geruch: lekker weer (schönes Wetter), lekkere stoel (bequemer Stuhl) |
| liegen                | lügen                     | liegen         | liggen                                                                                       |
| meer                  | See (Binnengewässer)      | Meer           | zee                                                                                          |
| mist                  | Nebel                     | Mist           | mest                                                                                         |
| mogen                 | dürfen                    | mögen          | leuk vinden                                                                                  |
| mond                  | Mund                      | Mond           | maan                                                                                         |
| openbaar              | öffentlich                | offenbar       | duidelijk, blijkbaar                                                                         |
| ouderdom              | Alter                     | Altertum       | oudheid                                                                                      |
| overlast              | Belästigung               | Überlast       | overbelasting                                                                                |
| overvloedig           | üppig, reichlich          | überflüssig    | overbodig                                                                                    |
| rustig                | ruhig                     | rüstig         | stoer, energiek                                                                              |
| schattig              | niedlich/süß              | schattig       | schaduwrijk                                                                                  |
| schoon                | sauber                    | schön          | lekker, mooi, fijn                                                                           |
| slim                  | klug                      | schlimm        | erg                                                                                          |
| smerig                | dreckig                   | schmierig      | vettig                                                                                       |
| straks                | bald, später              | stracks        | onmiddellijk                                                                                 |
| tafel                 | Tisch                     | Tafel          | tablet, reep                                                                                 |
| tot                   | bis                       | tot            | dood                                                                                         |
| verrukt               | entzückt                  | verrückt       | gek, gestoord                                                                                |
| verstandelijk         | geistig                   | verständlich   | begrijpelijk                                                                                 |
| verstoren             | stören                    | zerstören      | verwoesten                                                                                   |
| verzoeken             | bitten                    | versuchen      | proberen                                                                                     |
| voorjaar              | Frühling                  | Vorjahr        | het vorige jaar                                                                              |
| winkel                | Laden                     | Winkel         | hoek                                                                                         |
| wissen                | wischen/löschen           | wissen         | weten                                                                                        |
| zeldzaam              | selten                    | seltsam        | eigenaardig, zonderling                                                                      |
| zuchten               | seufzen                   | suchten        | hunkeren                                                                                     |

### Französische falsche Freunde
1. Wort gleich (oder fast gleich) geschrieben – andere Bedeutung
| Französisches Wort | bedeutet auf Deutsch            | Deutsches Wort | heißt auf Französisch |
| ------------------ | ------------------------------- | -------------- | --------------------- |
| adjudant m.        | Feldwebel                       | Adjutant       | aide-de-camp m.       |
| académicien m.     | Mitglied der Académie Française | Akademiker     | universitaire m.      |
| acte m.            | Urkunde, Tat                    | Akte           | dossier m.            |
| apparat m.         | Prunk, Glanz                    | Apparat        | appareil m.           |
| bredouille f.      | Verlegenheit oder Bedrängnis    | Bredouille     | embarras, détresse    |
| clavier m.         | Tastatur, Keyboard              | Klavier        | piano m.              |
| délicatesse f.     | Taktgefühl, Aufmerksamkeit      | Delikatesse    | friandise f.          |
| gymnase m.         | Turnhalle*                      | Gymnasium      | lycée m., collège m.  |
| infusion f.        | Kräutertee                      | Infusion       | perfusion f.          |
| milieu m.          | Mitte                           | Milieu         | milieu sociaux m.     |
| potence f.         | Galgen                          | Potenz         | puissance f.          |
| raquette f.        | (Tennis-)Schläger               | Rakete         | fusée f., missile m.  |
| régisseur m.       | Verwalter                       | Regisseur      | metteur en scène m.   |
| serviette f.       | Handtuch, Aktentasche           | Serviette      | serviette de table f. |
| tablette f.        | Brett, Fach                     | Tablette       | comprimé m.           |
| vase f.            | Schmutz                         | Vase           | vase m.               |
| veste f.           | Jacke, Sakko                    | Weste          | gilet m.              |

*) Ausnahme französische Schweiz, wo gymnase ebenfalls für Gymnasium steht; Turnhalle = halle de gymnastique
2. Das deutsche Wort klingt französisch; im Französischen gibt es aber kein ähnliches Wort
| deutsches Wort  | bedeutet auf Französisch     |
| --------------- | ---------------------------- |
| bagatellisieren | minimiser                    |
| Balletteuse     | ballerine                    |
| bravourös       | courageux, plein de bravoure |
| Friseur         | coiffeur, figaro             |
| Infanterist     | fantassin                    |
| parterre        | au rez-de-chaussée           |
| Parterre        | rez-de-chaussée              |

3. Wörter mit gleichem Wortstamm, aber verschiedener Endung
Meist handelt es sich hier um Vokabeln, die in beiden Sprachen, deutsch wie französisch, Fremdwörter oder Entlehnungen sind, oder im Deutschen direkt aus dem Lateinischen oder einer anderen romanischen Sprache, etwa Italienisch, entlehnt sind
| deutsches Wort | bedeutet auf Französisch |
| -------------- | ------------------------ |
| Boykott        | boycottage               |
| Chirurg        | chirurgien               |
| Zitat          | citation                 |
| Plantage       | plantation               |
| riskant        | risqué                   |
| Spekulant      | spéculateur              |
| katastrophal   | catastrophique           |
| emotional      | émotif                   |
| Deklination    | déclinaison              |
| nummerieren    | numéroter                |
| drakonisch     | draconien                |
| arabisch       | arabe                    |
| Komponist      | compositeur              |
| provokativ     | provocant                |
| Historismus    | historicisme             |

4. Wörter mit unterschiedlichem Genus
Hier ist zum einen von Bedeutung, dass das Französische kein Neutrum kennt, zum anderen, dass im Deutschen bestimmte Endsilben mit einem Genus verbunden sind. Der Auslaut -e zeigt z. B. im Deutschen regelmäßig ein feminines Genus an, während der im Französischen meist nicht gesprochene gleiche Auslaut sich aus ganz verschiedenen lateinischen Endungen, nicht nur dem femininen lateinischen -a, herleitet.
| deutsch      | Französisch  |
| ------------ | ------------ |
| neutrum      | femininum    |
| das Aspirin  | une aspirine |
| das Boxen    | la boxe      |
| das Diktat   | la dictée    |
| neutrum      | maskulinum   |
| das System   | le système   |
| maskulinum   | femininum    |
| der Anker    | une ancre    |
| der Citroën  | la Citroën   |
| der Jeep     | la jeep      |
| der Likör    | la liqueur   |
| der Mond     | la lune      |
| der Planet   | la planète   |
| femininum    | maskulinum   |
| die Achse    | un axe       |
| die Ananas   | un ananas    |
| die Bar      | le bar       |
| die Bronze   | le bronze    |
| die Büste    | le buste     |
| die Episode  | un épisode   |
| die Etage    | un étage     |
| die Garage   | le garage    |
| die Geste    | le geste     |
| die Gruppe   | le groupe    |
| die Hymne*   | l’hymne      |
| die Massage  | le massage   |
| die Million  | le million   |
| die Montage  | le montage   |
| die Sabotage | le sabotage  |
| die Sauna    | le sauna     |
| die Sonne    | le soleil    |

*) vergleiche aber, aus demselben Wortstamm direkt aus dem Lateinischen: der Hymnus
5. Verben mit unterschiedlicher Rektion
| deutsch                           | französisch                   |
| --------------------------------- | ----------------------------- |
| transitiv                         | intransitiv                   |
| etwas ausnützen (transitiv)       | profiter de qc. (intransitiv) |
| jdn. fragen                       | demander à qn.                |
| spielen (Spiel)                   | jouer à qc.                   |
| spielen (Instrument)              | jouer de qc.                  |
| transitiv                         | reflexiv                      |
| etwas abonnieren (transitiv)      | s’abonner à (reflexiv)        |
| etwas ahnen                       | se douter de qc.              |
| etwas wahrnehmen                  | s’apercevoir de qc.           |
| intransitiv, Dativ                | transitiv                     |
| jdm. dienen                       | servir qn.                    |
| jdm. folgen                       | suivre qn.                    |
| jdm., an jdn./etwas glauben       | croire qn., qc.               |
| jdm. helfen                       | aider qn.                     |
| aufwachen (intransitiv)           | se réveiller (reflexiv)       |
| einschlafen                       | s’endormir                    |
| wegfliegen                        | s’envoler                     |
| sich bei jdm. bedanken (reflexiv) | remercier qn (transitiv)      |
| sich ändern                       | changer                       |
| sich aufhalten                    | séjourner (intransitiv)       |

Anmerkung: Es empfiehlt sich, die faux amis in der Richtung deutsch → französisch zu lernen, denn beim Übersetzen in die Fremdsprache sind die faux amis „verlockender“ als umgekehrt. Alphabetische Liste deutscher Wörter, die im Französischen zu einer Falschübersetzung verleiten:
Alimente, Ambulanz, (Einzimmer-)Apartment, Artist, Baiser (Gebäck), (Taschenlampen-)Batterie, Bluse, brav, Café, Chaiselongue, Demonstration, Dose, Endivie, Fantasie (Einbildungvermögen), Feuilleton, fidel (fröhlich), Figur (Körperbau), Figur (Person), Funktionär, Garderobe (Kleiderabgabe), Gymnasiast, Gymnasium, impotent, Infusion, Koffer, Kompass, Konkurs, Kostüm, (Brief-)Kuvert, miserabel (sehr schlecht), Misere (schwierige Lage), ordinär, Parterre, Rakete, Regisseur, Rendezvous (Date), Toilette (WC), Tresor (Panzerschrank), Trikot (Sporthemd)

### Falsche Freunde in anderen Sprachen
- Ein Beispiel falscher Freunde innerhalb des slawischen Sprachraums ist der Monatsname Listopad: Er bezeichnet im Kroatischen den Monat Oktober, im Polnischen, Tschechischen und Slowenischen dagegen den November. In allen diesen Sprachen bedeutet der Name „Blätterfall“.
- Ein weiteres Beispiel falscher Freunde ist das Wort ja, das in vielen slawischen Sprachen „ich“ bedeutet; in der slowenischen Umgangssprache dagegen wird das Wort wie im Deutschen als Zustimmung verwendet, während „ich“ auf Slowenisch mit jaz ausgedrückt wird.
- Im Rumänischen bedeutet das Wort prost so viel wie „dumm“ oder „doof“, was beim geselligen Miteinander zu Missverständnissen führen kann.
- Das Wort burro bedeutet im Italienischen Butter, während es im Spanischen und Portugiesischen Esel bedeutet.
- Das italienische Adjektiv caldo bedeutet das Gegenteil von kalt, nämlich warm.
- Während das norwegische frokost und auch das schwedische frukost erwartungsgemäß „Frühkost“ oder „Frühstück“ bedeuten, bezeichnen die Dänen mit frokost jedoch das (kalte) Mittagessen. „Frühstück“ heißt auf Dänisch morgenmad.
- In die Irre führen kann auch das bei den Dänen beliebte hyggelig, das unter anderem „gemütlich“ bedeutet, aber nie „hügelig“.
- Die beiden schwedischen Worte springa und svimma bedeuten nicht etwa „springen“ und „schwimmen“, sondern laufen und ohnmächtig werden.

## Falsche FreundeversusFalsche Kognaten
Im Englischen wird unterschieden zwischen False friends und False cognates. Der Begriff cognates bzw. Kognaten bedeutet ‚verwandte Wörter‘.
Falsche Kognaten sind Wörter, die neben einer ähnlichen Bedeutung auch einen gemeinsamen Ursprung zu haben scheinen, der aber in Wirklichkeit nicht gegeben ist.
So hat das französische feu die gleiche Bedeutung wie das deutsche Worte Feuer. Trotz der übereinstimmenden ersten drei Buchstaben ist das französische Wort jedoch ein Derivat des lateinischen focus, während für das deutsche Wort Feuer der proto-germanische Ursprung *fōr- oder *fun- vermutet wird.
Das deutsche Verb haben stammt vom proto-germanischen habjaną und letztlich vom indogermanischen *keh₂p- ab, während das ganz ähnliche lateinische habere zwar die gleiche Bedeutung hat, aber vom indogermanischen *gʰeh₁bʰ- abstammt.